# Barbados op de Olympische Zomerspelen 2016
Barbados nam deel aan de Olympische Zomerspelen 2016 in Rio de Janeiro, Brazilië. Twaalf atleten kwamen naar Rio de Janeiro, twee keer meer dan het aantal deelnemers van Barbados in 2012. Atleten van Barbados namen voor het eerst deel aan het tennis en de triatlon. Ook zond het land weer vrouwelijke atleten naar de Spelen, in tegenstelling tot de Spelen van 2012, toen alleen mannen tot de olympische ploeg behoorden.

## Deelnemers en resultaten
(m) = mannen, (v) = vrouwen 

### Atletiek
| Olympiër         | Discipline       | Resultaat | Prestatie |
| ---------------- | ---------------- | --------- | --- |
| Ramon Gittens    | 100m (m)         | 28e       | serie 8: 4e in 10,25 |
| Levi Cadogan     | 200m (m)         | 67e       | serie 3: 7e in 21,02 |
| Burkheart Ellis  | 200m (m)         | 56e       | serie 6: 4e in 20,74 |
| Ramon Gittens    | 200m (m)         | 41e       | serie 5: 3e in 20,58 |
|                  |                  |           | |
| Kierre Beckles   | 100m horden (v)  | 25e       | serie 4: 6e in 13,01 |
| Tia-Adana Belles | 400m horden (v)  | 28e       | serie 2: 4e in 56,68 |
| Akela Jones      | hoogspringen (v) | 31e       | kwalificatie groep A: 16e met 1,85m |
| Akela Jones      | zevenkamp (v)    | 20e       | 100m horden: 2e in 13,00 (1224 punten) hoogspringen: 3e met 1,89m (1093 punten) kogelstoten: 10e met 14,09m (800 punten) 200m: 13e in 24,35 (947 punten) verspringen: 10e met 6,30m (943 punten) speerwerpen: 20e met 42,00m (PB) (706 punten) 800m: 27e in 2.41,12 (560 punten) totaal: 6173 punten |

### Schietsport
| Olympiër        | Discipline | Resultaat | Prestatie                                         |
| --------------- | ---------- | --------- | ------------------------------------------------- |
| Michael Maskell | Skeet (m)  | 18e       | kwalificatie: 18e met 118 punten (21-23-25-25-24) |

### Tennis
| Olympiër    | Discipline | Resultaat | Prestatie                             |
| ----------- | ---------- | --------- | ------------------------------------- |
| Darian King | mannen     | 33e       | 1e ronde: V van USA Johnson: 3-6, 2-6 |

### Triatlon
| Olympiër     | Discipline | Resultaat | Prestatie      |
| ------------ | ---------- | --------- | -------------- |
| Jason Wilson | mannen     | DNF       | niet gefinisht |

### Zwemmen
| Olympiër     | Discipline          | Resultaat | Prestatie              |
| ------------ | ------------------- | --------- | ---------------------- |
| Alex Sobers  | 400m vrije slag (m) | 44e       | serie 2: 4e in 3.59,97 |
|              |                     |           |                        |
| Lani Cabrera | 400m vrije slag (v) | 30e       | serie 1: 6e in 4.28,95 |